# Foire nationale à la brocante et aux jambons
La foire nationale à la brocante et aux jambons est une manifestation commerciale qui se tient deux fois par an à Chatou, dans le département français des Yvelines, dans l'île des Impressionnistes. Elle rassemble environ 800 brocanteurs et antiquaires ainsi que des stands de spécialités gastronomiques, jambons, charcuterie et diverses spécialités des terroirs de France.
Cette foire, organisée par le Syndicat national du commerce de l'antiquité, de l'occasion, des galeries d'art moderne et contemporain (SNCAO), se tient à Chatou depuis 1970. Elle trouve son origine au Moyen Âge dans le centre de Paris, où elle fut transférée en divers lieux avant d'en être exclue, sur délibération du Conseil de Paris, en 1970.

## Histoire
Des « foires aux salaisons » se tenaient à Paris, sur le Parvis Notre-Dame pendant la Semaine Sainte. Les marchands de peaux et des chiffonniers s'ajoutent à la foire, qui déménage à plusieurs reprises dans Paris en raison de la gêne occasionnée. Arrêtée à cause de la Révolution française, la foire renaît en 1804 et se déroule dans plusieurs lieux de Paris. C'est au milieu du XIXe siècle que la ferraille, le bric-à-brac et les vêtements s'ajoutent à la foire. En 1869, la police décide qu'elle se tiendra au boulevard Richard-Lenoir, et en 1970 la Préfecture de police décide de chasser la foire de Paris. 
Elle s'installe alors sur l'Île des Impressionnistes à Chatou,.
Elle perdure, deux fois par an, et devient la plus importante foire à la brocante et aux antiquités de France. 500 marchands voient passer 35 000 visiteurs en douze jours. Mais elle est devenue La Foire de Chatou : la partie antiquités, galeries d'art et artisanat d'art l'emporte désormais sur la charcuterie, même si une allée dédiée à l'alimentaire persiste.